# Partidul PRO România
PRO România (abreviat PRO) este un partid politic social-democrat extraparlamentar din România înființat aproximativ în anul 2018. A fost înființat la inițiativa fostului prim-ministru Victor Ponta de a crea o formațiune pentru membrii Partidul Social Democrat (PSD) nemulțumiți de acțiunile președinției lui Liviu Dragnea în Partidul Social Democrat (PSD).

## Istoric
Partidul PRO România a fost lansat pe 29 mai 2017 de fostul prim-ministru Victor Ponta, fostul co-președinte ALDE Daniel Constantin și fostul prim-ministru interimar Sorin Cîmpeanu. Pe 20 februarie 2018, PRO România a primit personalitate juridică și a fost înscris în Registrul Partidelor Politice.
Primul congres național al formațiunii a avut loc la Romexpo, în perioada 20–21 octombrie 2018. În cadrul acestuia, Victor Ponta a fost ales președinte al partidului. De altfel, Victor Ponta a fost singurul candidat pentru această funcție. Prim-vicepreședinți au fost aleși Nicolae Bănicioiu, Daniel Constantin și Sorin Cîmpeanu.
Cu ocazia întâlnirii Consiliului Partidului Democrat European (EDP/PDE) din 8 februarie 2019, PRO România a devenit membru observator al partidului. Ulterior, pe 11 iunie 2019, EDP a votat schimbarea statutului PRO România de la membru observator la membru cu drepturi depline.
Pentru alegerile locale din 2020, PRO România a pregătit în mai multe județe și localități din țară liste comune de candidați cu PSD și ALDE. Astfel, partidul a reușit să obțină aproximativ 4,5% din voturi la nivel național.

### Fuziunea eșuată cu Alianța Liberalilor și Democraților (ALDE)
La data de 8 octombrie 2020, PRO România a decis să fuzioneze cu Partidul Alianța Liberalilor și Democraților (ALDE), noua formațiune politică urmând să se numească Pro România Social Liberal. De asemenea, din cauza duratei scurte de timp până la alegerile parlamentare, cele două partide au candidat pe liste comune, paritatea fiind 60% PRO România – 40% ALDE. La data 26 ianuarie 2021, Biroul Executiv al partidului PRO România a convocat un congres național extraordinar pentru a opri demersul de fuzionare cu ALDE.

## Ideologie
PRO România este un partid de centru-stânga cu ideologie social-democrată. În mai 2018, cu ocazia lansării agendei PRO România, Victor Ponta descria partidul ca un „start-up party” cu orientare pro-europeană.

## Membri
Deși nu a existat la alegerile parlamentare din decembrie 2016, până în mai 2019, partidul avea 21 de deputați, majoritatea migrați/traseiști de la Partidului Social Democrat (PSD). În aceeași lună, Camera Deputaților a aprobat constituirea grupului deputaților independenți „PRO Europa”, avându-l ca lider pe președintele partidului, Victor Ponta, ex-Prim-ministru și fost lider al Partidului Social Democrat (PSD) între 2010 și 2015. De asemenea, Partidul PRO România avea la data de 25 februarie 2020 un număr de 51 de Organizații Teritoriale.

## Rezultate electorale

### Alegeri europarlamentare
| An   | Voturi                      | Procente                    | Mandate                     | +/–                         |
| ---- | --------------------------- | --------------------------- | --------------------------- | --------------------------- |
| 2019 | 583.916                     | 6,44 / 100                  | 2 / 32                      | Nou                         |
| 2024 | Nu a participat în alegeri. | Nu a participat în alegeri. | Nu a participat în alegeri. | Nu a participat în alegeri. |

### Alegeri parlamentare
| An   | Voturi  | Procente   | Camera Deputaților | Senat   | Poziție |
| ---- | ------- | ---------- | ------------------ | ------- | ------- |
| 2020 | 241.272 | 4,09 / 100 | 0 / 136            | 0 / 330 | 7       |